# Gemeine Wattschnecke
Die Gemeine Wattschnecke (Peringia ulvae, Syn.: Hydrobia ulvae) ist eine Schneckenart aus der Gattung Peringia in der Familie der Wasserdeckelschnecken (Hydrobiidae).

## Merkmale
Das Gehäuse ist hochkonisch rechtsgewunden und wird bis 9 mm hoch. Es hat sieben Umgänge mit nur leicht gewölbten Windungsflanken. Die Naht ist verhältnismäßig flach, der Nabel eng. Die Öffnung ist oval, oben leicht gespitzt und besitzt einen scharfen Rand.

## Vorkommen, Verbreitung und Lebensweise
Die Gemeine Wattschnecke lebt in den Wattenmeeren der Nord- und westlichen Ostsee, aber auch an den Küsten des Atlantik und des Mittelmeers. Im Süden reicht das Verbreitungsgebiet bis zum Senegal. Sie kommt dort in sehr großen Populationen auf Sandböden vor, seltener auf Algen oder in Wohnröhren von bodenlebenden Tieren, wo sie Grünalgen (Ulva lactuca), Kieselalgen und Bakterien fressen. Auf einem Quadratmeter Watt können bis zu 50.000 Wattschnecken leben.

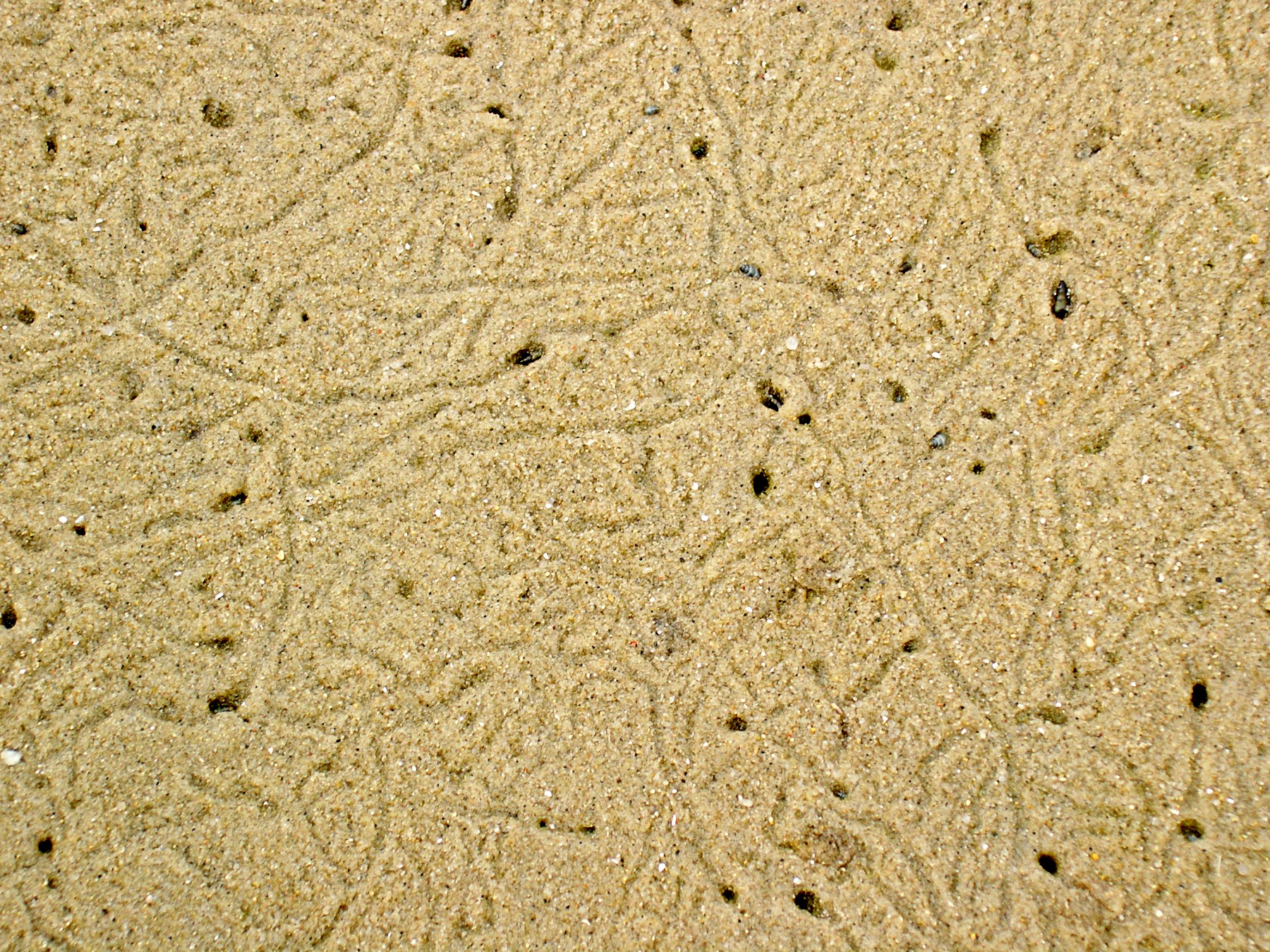
Spuren von Wattschnecken

Wattschnecken zeigen ein vom Wechsel der Gezeiten abhängiges Verhalten. Bei auflaufender Flut heften sich die Schnecken mit dem Fuß nach oben an die Wasseroberfläche, lassen sich treiben und bilden ein Schleimband, an dem ihre Nahrung kleben bleibt. Bei einsetzender Ebbe lassen sie sich fallen und bleiben auf dem Sand liegen, bis sie auf dem Trockenen sind. Dann beginnt eine zweite Phase der Nahrungssuche, diesmal vom sandigen Untergrund. Nach einiger Zeit graben sie sich dann in den Sand ein und warten auf die Flut.
Aufgrund ihres reichlichen Vorkommens wird sehr viel Kot und Schleim produziert, die den Sand verkleben. Dadurch kann er durch die Strömung weniger gut wegtransportiert werden. Außerdem wird die Ablagerung von neuem Sand auf der klebrigen Unterlage begünstigt.